# Shunsuke Togami
Shunsuke Togami (戸上 隼輔, Togami Shunsuke) est un pongiste japonais, né le 24 août 2001 à Mie au Japon.

## Biographie
Il est trois fois champion du Japon, en 2022 en simple et en double messieurs avec Yukiya Uda et en 2023 en simple,.
Il est champion d'Asie en double messieurs avec Yukiya Uda et en double mixte avec Hina Hayata en 2021.
Il a joué pour le club du TT Saitama de 2018 à 2020 et pour le club du Ryukyu Astida de 2020 à 2022 en T.League. Il rejoint le championnat allemand pour la saison 2023-2024. Il joue pour le club du TTF Liebherr Ochsenhausen.
Il étudie à l'université de Meijiet il est sponsorisé par la marque Butterfly. Il est 39e mondial en juillet 2023.